# Premi Òmnium a la millor novel·la de l'any
El Premi Òmnium a la millor novel·la de l'any és un premi literari en llengua catalana atorgat per l'associació Òmnium Cultural. Té una dotació econòmica de 20.000 € per a l'autor i 5.000 € per a la difusió. Quan es va crear i abans de l'aparició del premi Finestres de narrativa era el premi en català més ben dotat a una obra ja publicada.

## Història
El premi es va crear el 2017, amb una dotació de 20.000 euros directes per a l'autor i una campanya de difusió valorada en 5.000 euros, amb la intenció de reconèixer, anualment, la millor novel·la publicada originalment en llengua catalana i donar-la a conèixer entre el públic, basant-se en el model del premi Goncourt francès.
En la primera edició, un comitè de selecció format per l'editor de Núvol, Bernat Puigtobella, la llibretera Olga Federico i la bibliotecària Carme Fenoll van seleccionar setze novel·les publicades el 2017. Després, un jurat format per cinc membres independents (Maria Dasca, professora de la Universitat Harvard; Rosa Cabré, catedràtica emèrita de la Universitat de Barcelona; Carme Gregori, professora de la Universitat de València; Xavier Pla, professor de la Universitat de Girona, i Oriol Izquierdo, crític i gestor cultural) van fer una primera selecció de les tres obres finalistes i en una segona deliberació en van triar la guanyadora.

## Guanyadors i finalistes
| Any  | Autor/a               | Obra                                   | Editorial              |
| ---- | --------------------- | -------------------------------------- | ---------------------- |
| 2024 | Manuel Baixauli       | Cavall, atleta, ocell                  | Edicions del Periscopi |
| 2024 | Alba Dedeu            | La conformista                         | L'Altra Editorial      |
| 2024 | Elisenda Solsona      | Mammalia                               | Editorial Males Herbes |
| 2023 | Imma Monsó            | La mestra i la Bèstia                  | Editorial Anagrama     |
| 2023 | Maria Climent         | A casa teníem un himne                 | L'Altra Editorial      |
| 2023 | Elisabet Riera        | Una vegada va ser estiu la nit sencera | Editorial Males Herbes |
| 2022 | Sebastià Alzamora     | Ràbia                                  | Edicions Proa          |
| 2022 | Maria Barbal          | Al llac                                | Columna Edicions       |
| 2022 | Sebastià Portell      | Les altures                            | Empúries               |
| 2021 | Joan Lluís-Lluís      | Junil a les terres dels bàrbars        | Club Editor            |
| 2021 | Núria Bendicho        | Terres mortes                          | Editorial Anagrama     |
| 2021 | Jordi Cussà           | El primer emperador i la reina Lluna   | Editorial Comanegra    |
| 2020 | Eva Baltasar          | Boulder                                | Club Editor            |
| 2020 | Miquel Martín i Serra | La drecera                             | Edicions del Periscopi |
| 2020 | Sebastià Perelló      | La mar rodona                          | Club Editor            |
| 2019 | Martí Domínguez       | L'esperit del temps                    | Edicions Proa          |
| 2019 | Jordi Lara            | Sis nits d'agost                       | Edicions de 1984       |
| 2019 | Irene Solà            | Canto jo i la muntanya balla           | Editorial Anagrama     |
| 2018 | Marta Orriols         | Aprendre a parlar amb les plantes      | Edicions del Periscopi |
| 2018 | Melcior Comes         | Sobre la terra impura                  | Edicions Proa          |
| 2018 | Pere Joan Martorell   | La memòria de l'oracle                 | Edicions del 1984      |
| 2017 | Raül Garrigasait      | Els estranys                           | Edicions del 1984      |
| 2017 | Maria Guasch          | Els fills de Llacuna Park              | L'Altra Editorial      |
| 2017 | Vicenç Pagès Jordà    | Robinson                               | Empúries               |